# Pantelejmon (Łuhowy)
Pantelejmon, imię świeckie Mychajło Łuhowy (ur. 11 sierpnia 1967 w Kopankach) – biskup Ukraińskiego Kościoła Prawosławnego Patriarchatu Moskiewskiego. 

## Życiorys
Urodził się w rodzinie robotniczej. Po ukończeniu szkoły średniej w Kałuszu wstąpił na wydział pedagogiczny Instytutu Pedagogicznego w Iwano-Frankiwsku. W latach 1985–1987 odbywał służbę wojskową. W 1990 ukończył studia pedagogiczne, po czym wstąpił do seminarium duchownego w Kijowie, zaś po uzyskaniu jego dyplomu w 1993 kontynuował w tym samym mieście naukę na Akademii Duchownej. Tytuł kandydata nauk teologicznych zdobył w 1996, broniąc pracę poświęconą działalności bractw cerkiewnych na ziemiach ukraińskich i białoruskich. Otrzymał wówczas pracę wykładowcy uczelni. 21 marca 1996 biskup krzyworoski i nikopolski Efrem wyświęcił go na diakona, zaś 9 listopada 1996 Mychajło Łuhowy przyjął święcenia kapłańskie z rąk metropolity kijowskiego i całej Ukrainy Włodzimierza. 20 marca 1997 złożył wieczyste śluby zakonne przed archimandrytą Mitrofanem (Jurczukiem). 9 lipca 1997 został podniesiony do godności igumena. W 1999 został archimandrytą. 
29 maja 2000 otrzymał tytuł naukowy docenta Kijowskiej Akademii Duchownej. W latach 2001–2005 był kierownikiem katedry historii Cerkwi w tejże uczelni. Od 2005 jest również wykładowcą na katedrach filozofii, politologii i prawa Kijowskiego Uniwersytetu Slawistycznego. 
18 sierpnia 2007 otrzymał nominację na biskupa iwano-frankowskiego i kołomyjskiego. Uroczysta chirotonia biskupia miała miejsce następnego dnia w cerkwi refektarzowej ławry Peczerskiej.
W 2014 otrzymał godność arcybiskupią. W tym samym roku został przeniesiony na katedrę szepetowską. W 2016 Święty Synod Ukraińskiego Kościoła Prawosławnego przeniósł go na katedrę humańską. 17 sierpnia 2018 r. otrzymał godność metropolity.